# Хара-Шибір
Хара́-Шибі́р (рос. Хара-Шибирь) — село у складі Могойтуйського району Забайкальського краю, Росія. Адміністративний центр та єдиний населений пункт Хара-Шибірського сільського поселення.

## Населення
Населення — 1642 особи (2010; 1773 у 2002).
Національний склад (станом на 2002 рік):
- буряти — 86 %